# Bill Holderman
Bill Holderman, né le 6 avril 1977 à Chicago, est un producteur de cinéma, scénariste et réalisateur américain.

## Biographie
Bill Holderman grandit dans l'État de l'Illinois. Il étudie au Lycée de Lyons Township à La Grange, puis à l'Université Northwestern de Chicago où il obtient un diplôme en sciences économiques,. En 2001, il part vivre en Californie et travaille comme assistant auprès des producteurs de Robert Redford. Il participe plus tard à la réécriture des scénarios de Sous surveillance en 2012 et de Randonneurs amateurs en 2015.
Au début des années 2010, il rencontre l'actrice et productrice Erin Simms et travaillent ensemble sur un projet de film intitulé Le Book Club. Ce premier long-métrage réalisé en 2018 par Bill Holderman raconte l'histoire de quatre femmes qui changent leur façon de concevoir leur sexualité après avoir lu Cinquante nuances de Grey d'E. L. James. Cette comédie avec Diane Keaton, Jane Fonda et Andy Garcia reçoit un accueil favorable de la part du public américain et européen. La même année, Bill Holderman participe à la production du film The Old Man and The Gun de David Lowery avec Robert Redford et Casey Affleck, sorti en France en 2019.

## Filmographie
Sauf indication contraire, les informations mentionnées dans cette section peuvent être confirmées par la base de données cinématographiques IMDb,  présente dans la section « Liens externes ».

### Réalisateur
- 2018 : Le Book Club (Book Club)
- 2023 : Book Club: The Next Chapter

### Scénariste
- 2015 : Randonneurs amateurs (A Walk in the Woods) de Ken Kwapis
- 2018 : Le Book Club (Book Club) de lui-même
- 2023 : Book Club: The Next Chapter de lui-même

### Producteur
- 2007 : Lions et Agneaux de Robert Redford
- 2010 : La Conspiration de Robert Redford
- 2012 : Sous surveillance de Robert Redford
- 2015 : Randonneurs amateurs de Ken Kwapis
- 2017 : American Epic (en) de Bernard MacMahon (en) (série de films documentaires en trois parties narrée par Robert Redford)
- 2017 : The American Epic Sessions (en) de Bernard MacMahon (documentaire)
- 2018 : What They Had (en) d'Elizabeth Chomko (en) (film non distribué en France)
- 2018 : Le Book Club (Book Club) de lui-même
- 2018 : The Old Man and the Gun de David Lowery
- 2023 : Book Club: The Next Chapter de lui-même